# Billio
Billio (in bretone: Bilioù) è un comune francese di 394 abitanti situato nel dipartimento del Morbihan nella regione della Bretagna.

## Società

### Evoluzione demografica
Abitanti censiti